# Nyx (revue)
Pour l’article homonyme, voir Nyx.
NYX (sous-titre : Dernières Lettres avant la Nuit) est une revue littéraire française trimestrielle, publiée de 1987 à 1992 à Paris par l'association du même nom. Dix-huit numéros furent publiés avant que l'équipe de rédaction se disperse. Consacrée principalement à la nouvelle, agrémentée d'illustrations originales, la revue contribua (avec les revues Brèves,L'Encrier Renversé, Taille réelle et Nouvelles Nouvelles) à un certain renouveau de ce genre littéraire en France à la fin des années 1980. Chaque numéro comportait une partie libre et un dossier thématique, mêlant les textes d'écrivains réputés et d'auteurs à découvrir. Elle publiait également quelques textes poétiques.
Thèmes des dossiers:
- no 1 : Les farfadets
- no 2 : La « littérature pochée »
- no 3 : Photomatons
- no 4 : Alain Borne et la « Célébration du hareng »
- no 5 : Littérature de Nouvelle-Calédonie
- no 6 : Les injures
- no 7 : Nouvelles de Hongrie
- no 8 : Pays imaginaires
- no 9 : Yves Navarre poète
- no 10 : «Carte blanche à XYZ» (Nouvelles du Québec)
- no 11 : Fêtes foraines
- no 12 : «Ceci n'est pas de la science fiction»
- no 13 : Sorciers et maléfices
- no 14 : Nouvelles de Yougoslavie
- no 15 : Nuits
- no 16 : Nouvelles de Finlande
- N° Hors-série : Concours Évry Nouvelles 91
- no 17 : Les anges